# La Cabana (Navès)
La Cabana és una masia situada al municipi de Navès, a la comarca catalana del Solsonès, a l'est del Pantà de Sant Ponç.